# Heimeranplatz

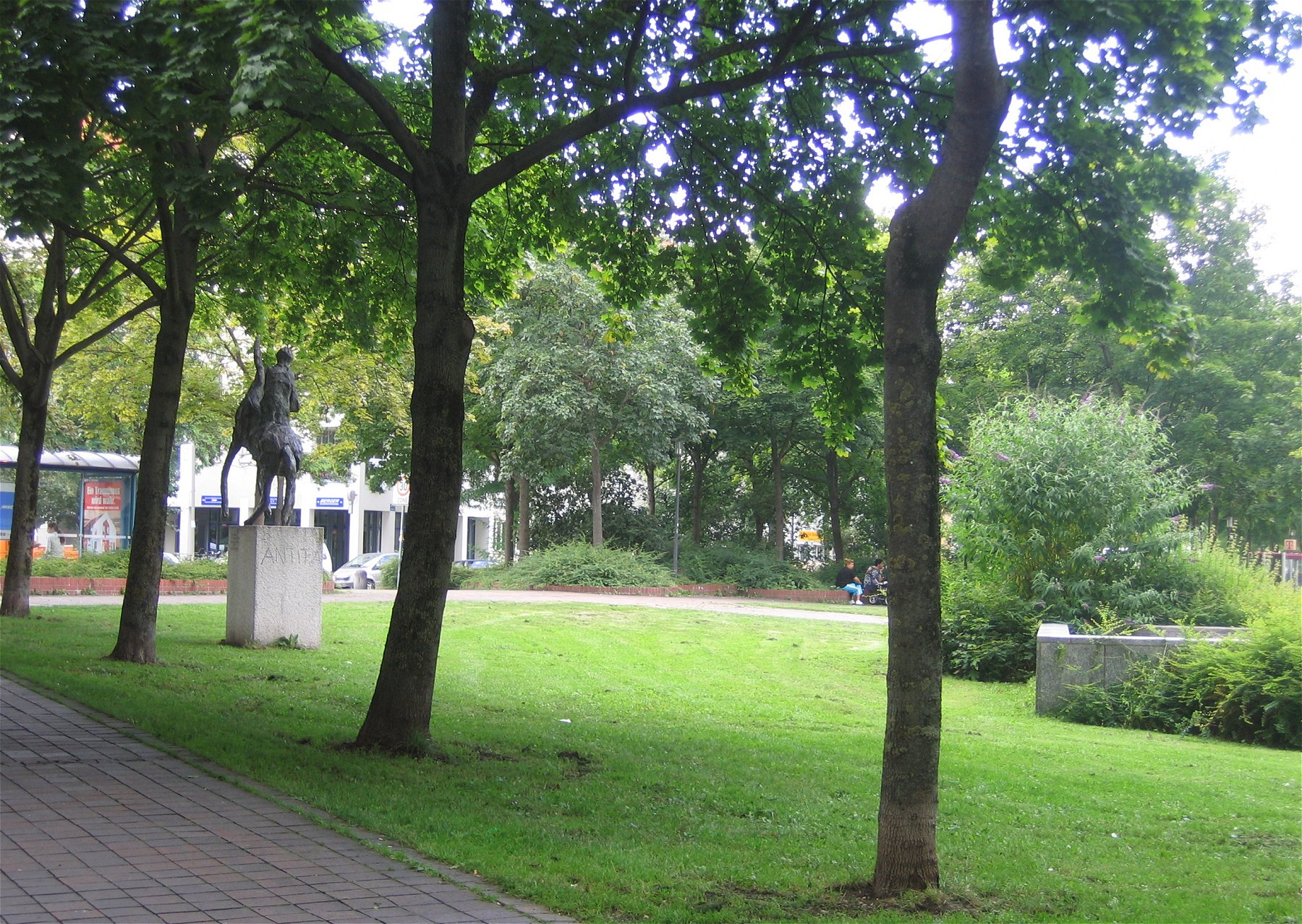
Heimeranplatz

Der Heimeranplatz ist ein städtischer Platz im Zentrum des  Münchner Stadtteiles Westend. Er ist einer der Verkehrsknotenpunkte des Stadtteils. Unter dem Platz läuft kreuzungsfrei der Mittlere Ring hindurch.

## Lage
Der Platz liegt am westlichen Rand des Stadtbezirks 8 Schwanthalerhöhe nahe der Grenze zum Stadtbezirk 7 Sendling-Westpark, die hier entlang der Bahnstrecke München–Rosenheim verläuft.

## Name
Der Name bezieht sich auf Heimeran (auch Heinrich) von Straubing, wobei Heimeran die althochdeutsche Originalform des latinisierten Männernamens Emmeram ist. Heimeran war von 1470 bis 1478 Zimmermeister der Münchner Frauenkirche.

## Straßenverkehr
Unter dem Heimeranplatz hindurch verläuft ein Teilstück des Mittleren Rings. Hier geht die Garmischer Straße in die Trappentreustraße über, die im weiteren Verlauf durch den Trappentreutunnel zur Donnersbergerbrücke führt. Der Platz ist durch eine eigene Auf- und Abfahrt an den Mittleren Ring angeschlossen.
Quer zum Mittleren Ring verläuft die Ridlerstraße, die das Westend mit dem weiter südlich gelegenen Stadtbezirk 6 Sendling verbindet. Der oberirdisch verlaufende Teil der Trappentreustraße und die Heimeranstraße erschließen den Stadtbezirk Schwanthalerhöhe vom Heimeranplatz aus.

## Schienenverkehr

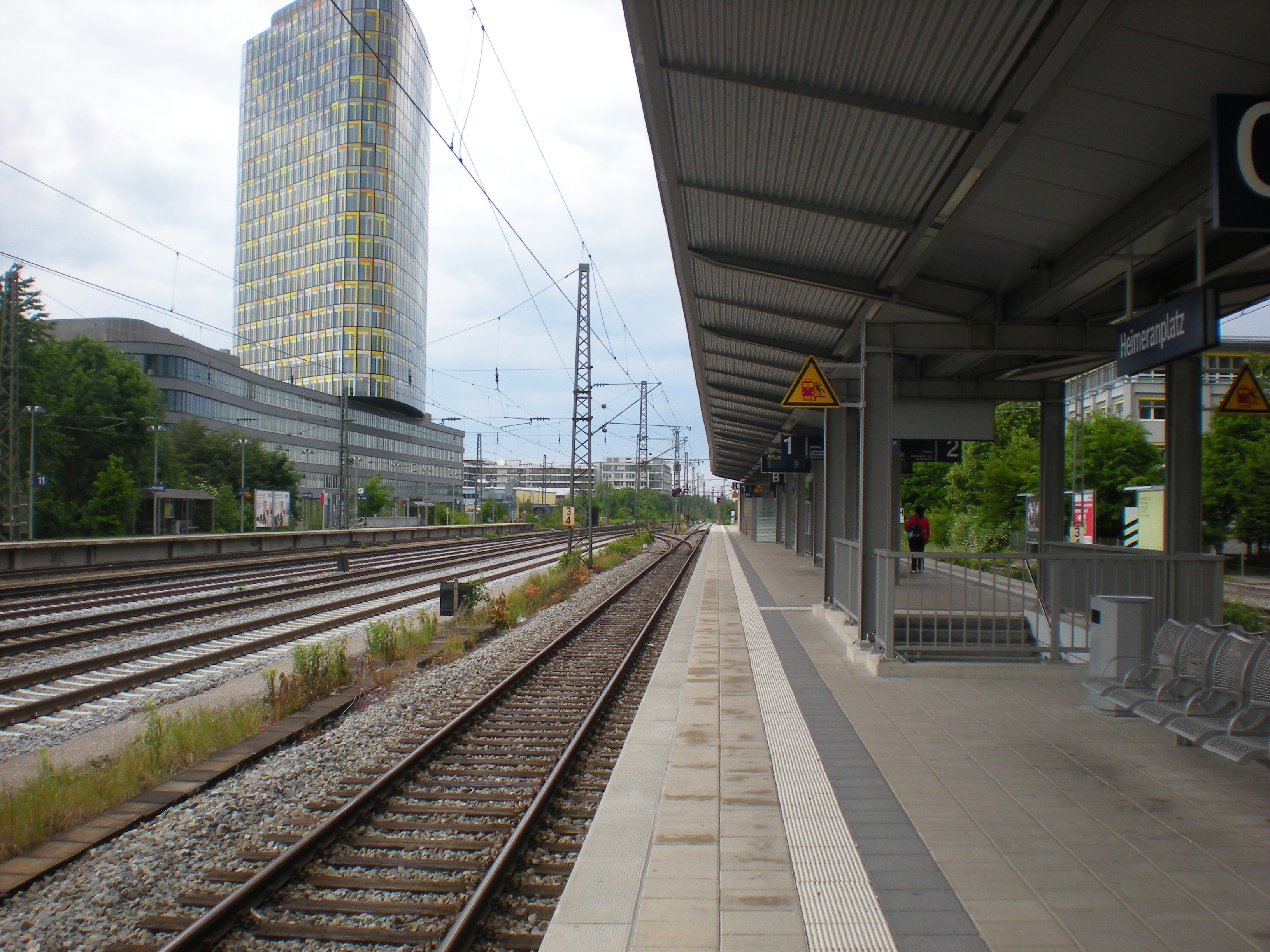
S-Bahnhof Heimeranplatz

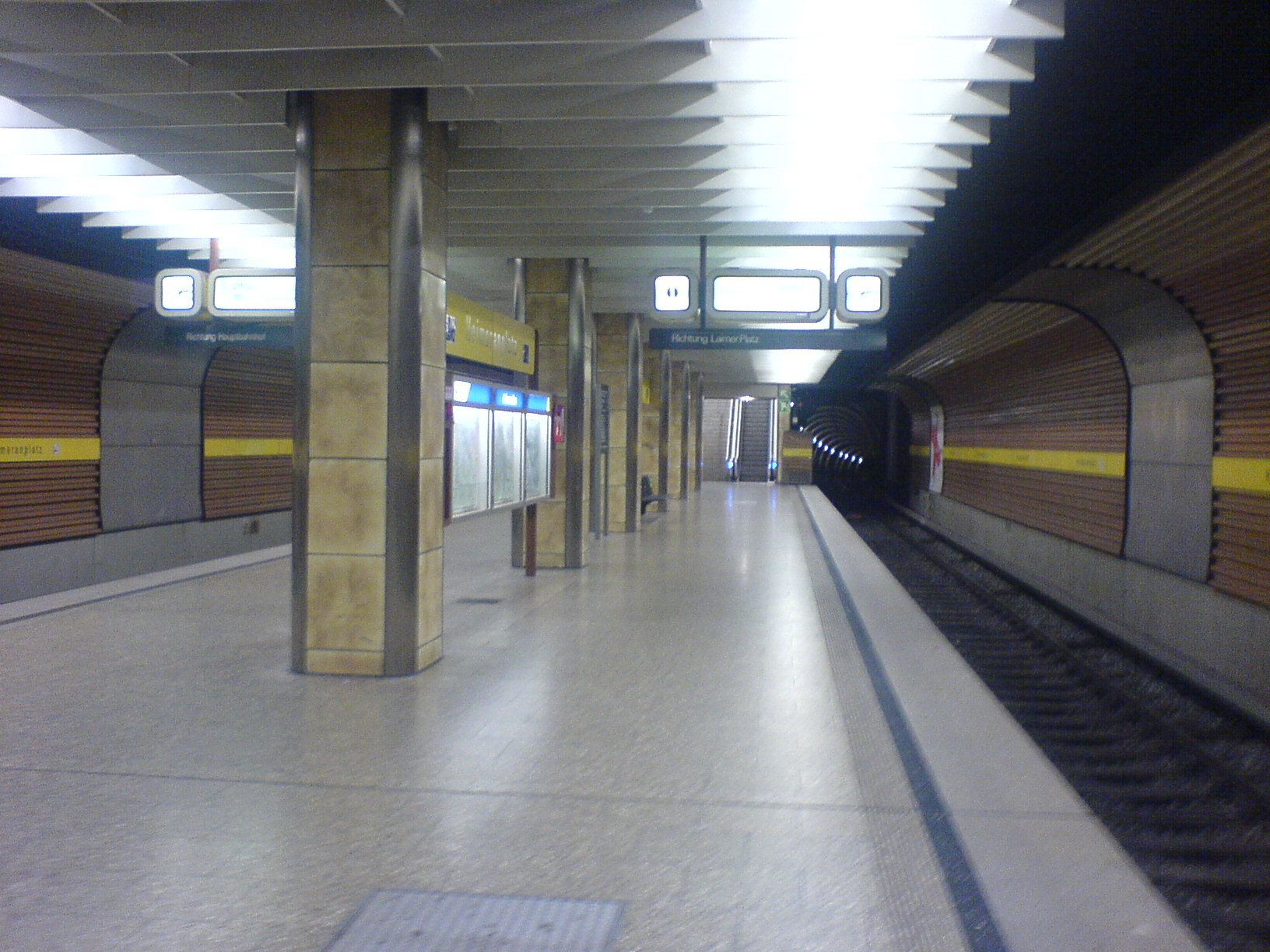
U-Bahnhof Heimeranplatz

Südwestlich des Heimeranplatzes liegt der gleichnamige Bahnhof mit drei Bahnsteigkanten. Der Bahnhof wird von der S-Bahn München mit den Linien S7 (von Wolfratshausen nach Kreuzstraße) und S20 (von München-Pasing nach Höllriegelskreuth) sowie von Regionalzügen angefahren angefahren. Bis zum 14. Dezember 2013 hielt auch die Linie S27 von München Hauptbahnhof nach Deisenhofen am Heimeranplatz, deren Leistungen vom Meridian übernommen wurden. Richtung Süden ist die nächste S-Bahn-Station Harras (für die S20 Mittersendling), Richtung Norden führen die Gleise zur S-Bahnstammstrecke in Richtung Hauptbahnhof sowie nach Pasing.
Die U-Bahn München bedient den Bahnhof Heimeranplatz mit den Linien U4 und U5. Die Verbindung von U- und S-Bahn macht den Bahnhof zu einem wichtigen Umsteigebahnhof.

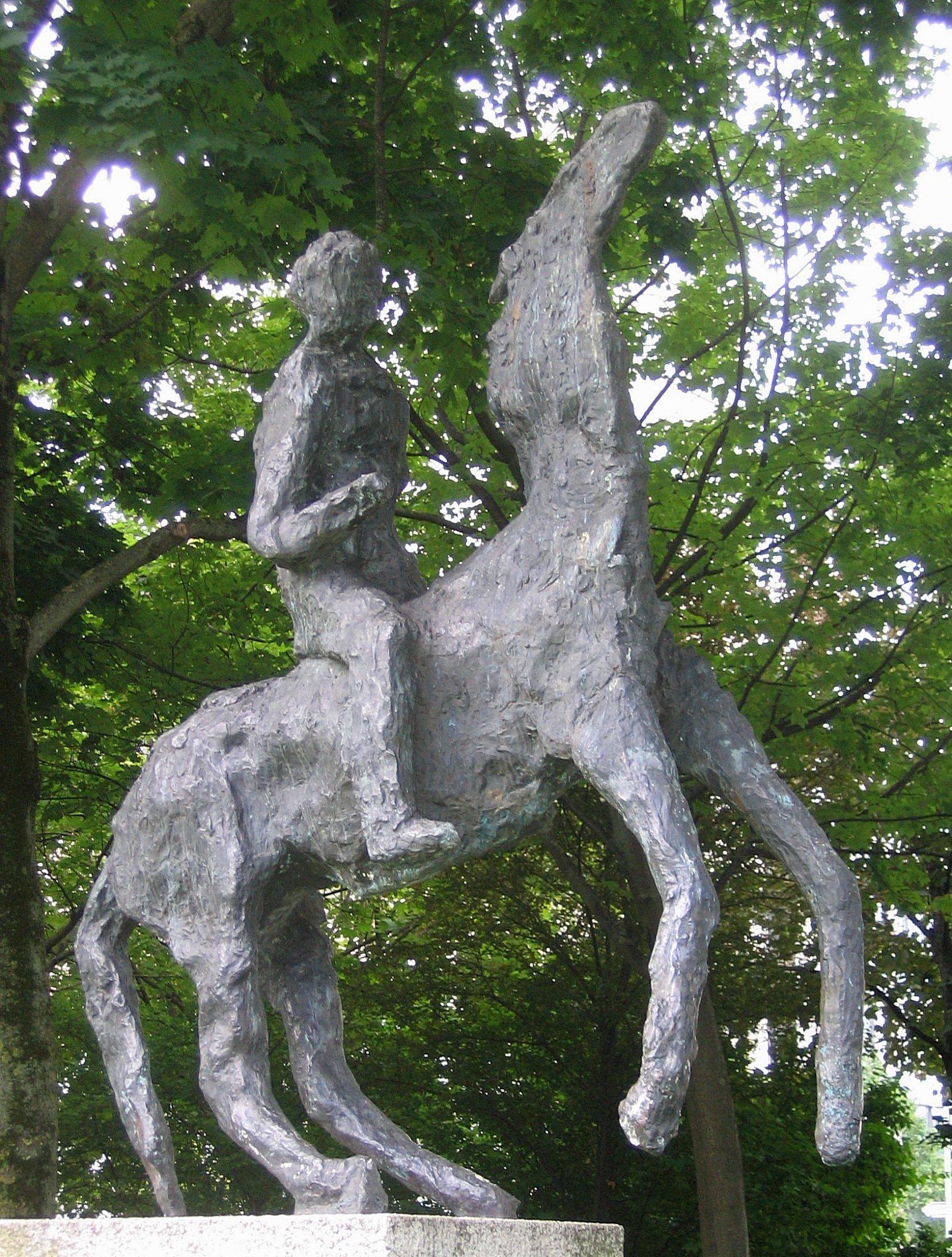
Bronzestatue „Pferd mit Reiter“

## Sonstiges
Am Heimeranplatz steht die Bronzestatue „Pferd mit Reiter“ des Künstlers Alexander Fischer.

## Nähe
In unmittelbarer oder mittelbarer Nachbarschaft befinden sich
- der Gollierplatz
- der Bavariapark mit der Bavaria und dem Verkehrszentrum des Deutschen Museums
- die Theresienhöhe und die Theresienwiese
- der Westpark